# David Cohen (linguiste)
Pour les articles homonymes, voir Cohen.
 (mai 2013).
Si vous disposez d'ouvrages ou d'articles de référence ou si vous connaissez des sites web de qualité traitant du thème abordé ici, merci de compléter l'article en donnant les références utiles à sa vérifiabilité et en les liant à la section « Notes et références ».
David Cohen, né le 1er juillet 1922 à Tunis et mort le 9 mars 2013 à Marseille, est un linguiste, spécialiste des langues chamito-sémitiques.

## Biographie
David Cohen est issu d'une famille juive modeste de Tunis. Jeune, il est boursier dans un lycée français. Durant la deuxième guerre mondiale, il est interné dans un camp de travail obligatoire
Il devient par la suite journaliste et s'engage dans le communisme.
Après la deuxième guerre mondiale, sa rencontre avec Marcel Cohen, spécialiste des langues sémitiques, le pousse vers l'étude de la linguistique et il se spécialise dans l'étude des pathologies du langage et dans la linguistique chamito-sémitique. Mais il est aussi un généraliste, dont les travaux ont abordé tous les grands domaines de l’étude du langage.
Il devient professeur de linguistique sémitique à la Sorbonne, puis Directeur d’études à l’École Pratique des Hautes Études (IVe section). Il enseigne également la sociolinguistique à l'université Paris III,.

## Publications
Il est notamment l'auteur de :
- Dictionnaire des racines sémitiques ou attestées dans les langues sémitiques, (dix volumes ; éd. Mouton, Paris, 1970)
- Essais sur l’exercice du langage et des langues (Maisonneuve & Larose, Paris) en quatre volumes
- L'Aspect verbal (1989)
- L'Homme, ses bizarres idées du bonheur, Cerf, réédition Les Provinciales (présentation en ligne).